# Anomia chinensis
Anomia chinensis is een tweekleppigensoort uit de familie van de Anomiidae. De wetenschappelijke naam van de soort is voor het eerst geldig gepubliceerd in 1849 door Philippi.